# Alto Reno Terme
Alto Reno Terme est une commune italienne d'environ 7 000 habitants située dans la ville métropolitaine de Bologne dans la région de l'Émilie-Romagne dans le nord-est de l'Italie.
Il s'agit d'une comune sparso, siège administratif de l'Unione dell'Alto Reno (it). Elle a été créée le 1er janvier 2016 par la fusion des territoires des anciennes communes de Porretta Terme et Granaglione.

## Administration
| Période                                  | Période | Identité | Étiquette | Qualité |
| ---------------------------------------- | ------- | -------- | --------- | ------- |
|                                          |         |          |           |         |
| Les données manquantes sont à compléter. |         |          |           |         |

### Hameaux
Biagioni, Borgo Capanne, Capugnano, Casa Calistri, Casa Forlai, Castelluccio, Corvella, Granaglione, Lustrola, Madognana, Molino del Pallone, Ponte della Venturina, Porretta Terme, Vizzero, Sambucedro

### Communes limitrophes
Tuenno, Nanno, Terres, Denno, Cunevo

## Galerie

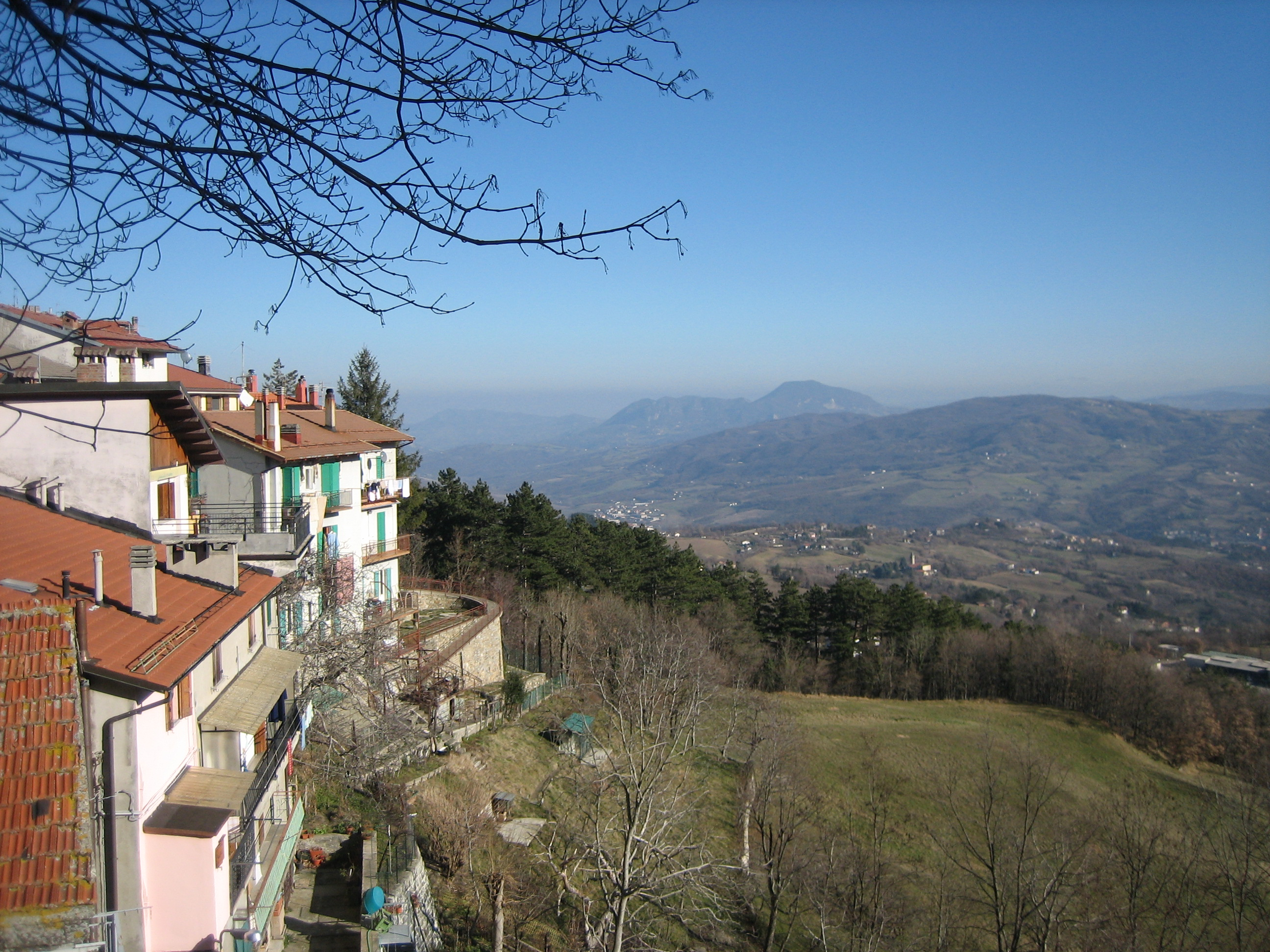
Le hameau de Castelluccio
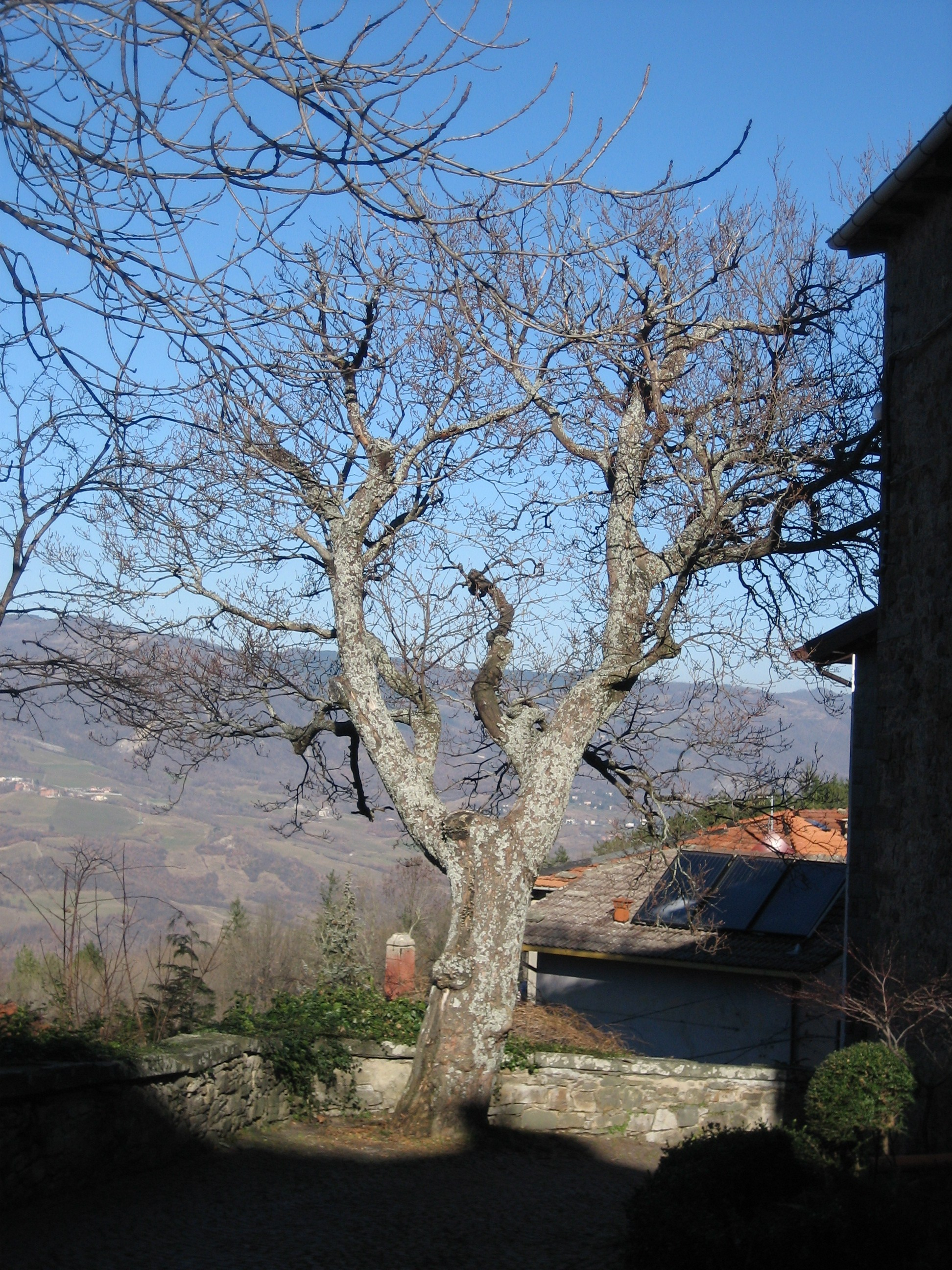
Castelluccio
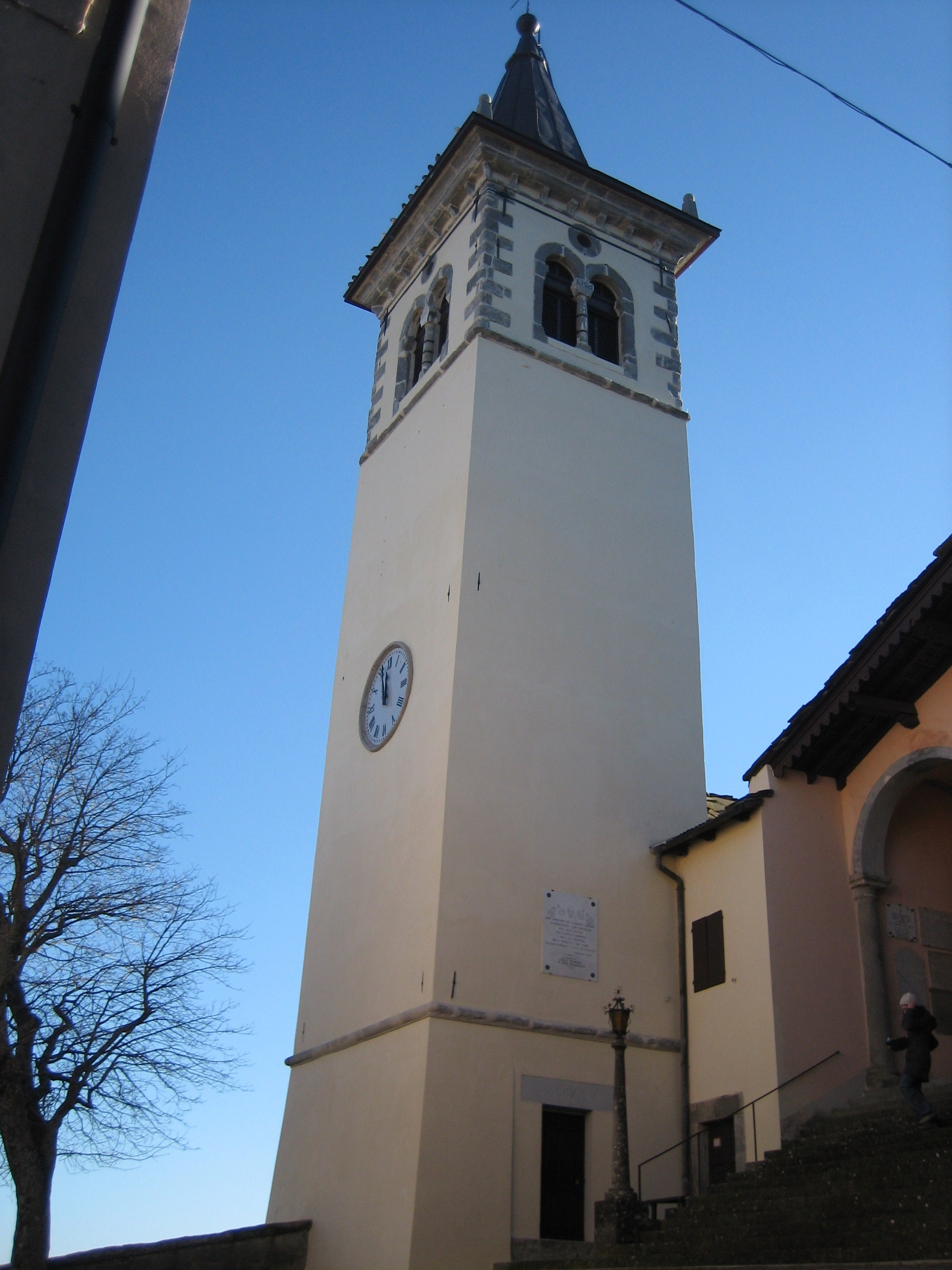
Le clocher de l'église de Castelluccio
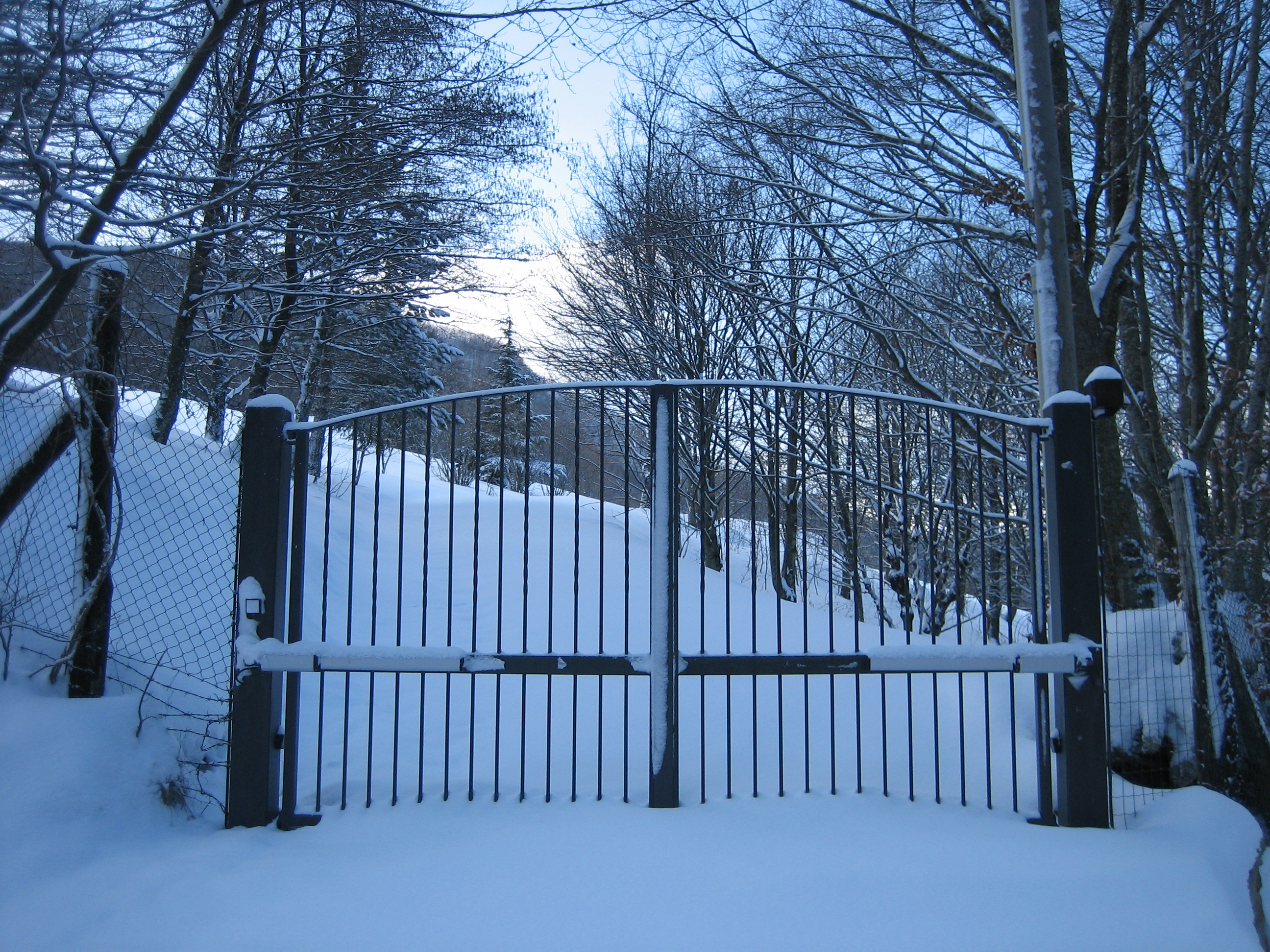
Image d'hiver dans le hameau de La Pennola